# Sonia Routchine-Vitry
Sonia Routchine-Vitry, née le 29 septembre 1878 à Odessa et morte le 29 mars 1931 à Paris, est une peintre russe naturalisée française.

## Biographie
Sonia Sophie Routchine (Sonia Markovna Routchina) nait à Odessa d'Abraham Meyer Routchine, ébéniste, et de Léa Bazile Savitche, de nationalité russe, qui immigreront en France à la fin du XIXe siècle. Son père est naturalisé français en 1895. En 1923, elle épouse le médecin Georges Vitry. Les témoins sont Paul Vitry et Roland Dorgelès, qui s'est marié trois mois plus tôt avec Hania Routchine (1885-1959), artiste lyrique et sœur de Sonia,. Son amie Marcelle Rondenay, première femme logiste pour le grand prix de Rome, réalise son portrait en 1906.
Élève de Jules Adler à l'Académie Julian, de Fernand Pelez, de Ferdinand Humbert et de Gabrielle Debillemont-Chardon, Sonia Routchine est une portraitiste et une peintre de miniature, de nus, de paysages et de fleurs. Elle produit également des dessins à la sanguine et au crayon noir. La critique loue la diversité de sa palette, la vérité de ses portraits, les coloris exceptionnels de ses natures mortes. Outre ses portraits miniatures qu'elle vend auprès d'un public aisé, elle fait évoluer son style vers des œuvres moins figuratives dans les expositions de l'entre-deux-guerres.
Elle expose au Salon des artistes français à partir de 1899 et jusqu'à son décès en 1931. Elle y est récompensée d'une mention honorable en 1910, d'une médaille de bronze en 1914, d'une médaille d'argent en 1924 et d'une médaille d'argent à nouveau en 1929.
Elle se fait remarquer à la Galerie Georges Petit en 1907. Elle expose à la Société de la miniature, de l'aquarelle et des arts précieux dans les années 1910 et 1920.
En 1912 et 1914 (Portrait de jeune femme en turban rouge), elle expose à l'Académie royale des arts de Londres,, et en 1915 à l'Institut français des États-Unis à New York.
En 1913 et en 1914, elle expose au Salon des indépendants.
Elle expose en 1921 au Salon de l'Union des femmes peintres et sculpteurs et y obtient en 1922 le prix de nature morte et en 1929 le 1er prix (elle expose un nu, des fleurs, des poissons et une nature morte).
En 1926, elle accroche au Salon d'Automne.
Elle est nommée officier de l'Instruction publique en 1927.
Une fulgurante maladie interrompt sa carrière, elle meurt en 1931 à l'âge de 52 ans à son domicile de la rue du Cirque dans le 8e arrondissement, après avoir envoyé sa dernière œuvre, Symphonie, au Salon. Elle est inhumée le 31 mars 1931 au cimetière du Montparnasse.

## Galerie

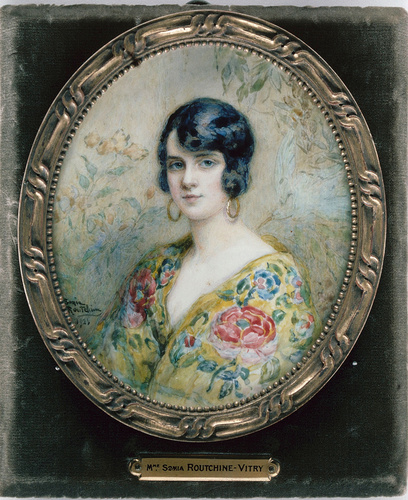
Portrait de Mademoiselle Marcelle Keim, miniature sur ivoire, 1923, musée d'Orsay.
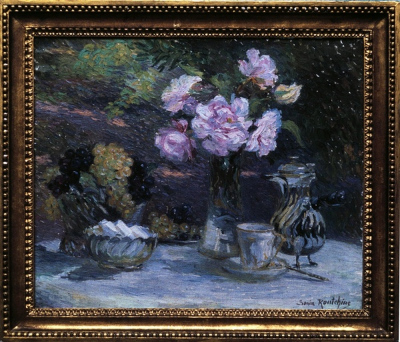
Fruits et Fleurs, huile sur toile, 46 × 55 cm, achat par l'État au salon de l'Union des Femmes peintres et sculpteurs de 1917, préfecture de l'Aveyron.
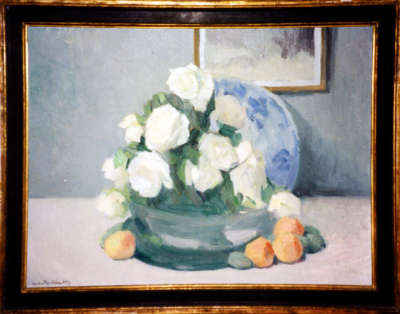
Roses blanches et abricots, huile sur toile, 50 × 65 cm, achat par l'État à l'artiste au salon de l'Union des Femmes peintres et sculpteurs de 1926, musée des Beaux-Arts de Tours.

## Œuvres dans les collections publiques
- Les bergères lorraines, vers 1902, huile sur toile, 87 × 113 cm, copie d'après Léon Barillot, achat de l'État en dépôt à la préfecture du Territoire de Belfort[22]
- La lecture, vers 1904, huile sur toile, 54 × 65 cm, copie d'après Morisset, musée de l'Hospice Saint-Roch à Issoudun[22]
- Portrait de Mr Victor Margueritte, exposé en 1916 à la Galerie Georges Petit (salon de l'Union des Femmes peintres et sculpteurs), dessin rehaussé, 65 × 55 cm, Musée d'Alger[22]
- Fruits et fleurs, vers 1917, huile sur toile, 46 × 55 cm, achat de l'État en dépôt à la préfecture de l'Aveyron[22]
- Portrait de Mademoiselle Marcelle Keim, 1923, miniature sur ivoire, 10,5 × 8,6 cm, musée d'Orsay[23]
- Roses blanches et abricots, vers 1926, huile sur toile, 50 × 65 cm, musée des Beaux-Arts de Tours[22]
- Le surtout de table, 1930, huile sur toile, 81 × 99 cm, don du Dr Vitry en 1931 à la commune de Rouen, musée des Beaux-Arts de Rouen[24]. Cette œuvre a été exposée en 2021 par le musée d'Art et d'Archéologie de Senlis lors de l'exposition L'Union des femmes peintres et sculpteurs au tournant du XXe siècle.